# 巴斯街
巴斯街（Bath Street）位于英格兰萨默塞特郡巴斯，由建筑师托马斯·鲍德温建于1791年. 几个建筑物已被列为一级法定名录建筑。
它最初被命名为十字浴场街（Cross Bath Street），因为十字浴场（Cross Bath）位于此处。它也是新建的巴斯温泉浴场（Thermae Bath Spa）的入口。这条街北端的建筑与摊位街（Stall Street）的建筑相连。 
沿街的2层建筑拥有复折式屋顶，窗户有山形墙并有装饰边缘。南侧是1号到8号，而北侧是9到16号，构成皇家浴场治疗中心的一部分，与摊位街的建筑相连。